# المعرض (ملحان)

تعديل مصدري - تعديل

المعرض هي إحدى قرى عزلة الشجاف بمديرية ملحان التابعة لمحافظة المحويت، بلغ تعداد سكانها 940 نسمة حسب تعداد اليمن لعام 2004.